# Ben Daimio
Ben Daimio é um personagem fictício da série de quadrinhos Hellboy, criado por Mike Mignola e publicado pela Dark Horse Comics. Foi líder da Marinha Americana e trabalha para a B.P.R.D.. 